# Грдак
Грдак је насељено место у општини Соколовац, Копривничко-крижевачка жупанија, Хрватска.

## Историја
До територијалне реорганизације у Хрватској био је у саставу старе општине Копривница.

## Становништво
У попису становништва из 2011. године, Грдак је имао 85 становника.
| Број становника према пописима | Број становника према пописима | Број становника према пописима | Број становника према пописима | Број становника према пописима | Број становника према пописима | Број становника према пописима | Број становника према пописима | Број становника према пописима | Број становника према пописима | Број становника према пописима | Број становника према пописима | Број становника према пописима | Број становника према пописима | Број становника према пописима | Број становника према пописима |
| ------------------------------ | ------------------------------ | ------------------------------ | ------------------------------ | ------------------------------ | ------------------------------ | ------------------------------ | ------------------------------ | ------------------------------ | ------------------------------ | ------------------------------ | ------------------------------ | ------------------------------ | ------------------------------ | ------------------------------ | ------------------------------ |
| 1857                           | 1869                           | 1880                           | 1890                           | 1900                           | 1910                           | 1921                           | 1931                           | 1948                           | 1953                           | 1961                           | 1971                           | 1981                           | 1991                           | 2001                           | 2011                           |
| 80                             | 97                             | 96                             | 126                            | 125                            | 134                            | 142                            | 168                            | 145                            | 194                            | 207                            | 153                            | 145                            | 116                            | 98                             | 85                             |

### Попис1991.
У попису становништва из 1991. године, Грдак је имао 116 становника, следећег националног састава:
| Попис 1991.‍  | Попис 1991.‍  | Попис 1991.‍ | Попис 1991.‍ | Попис 1991.‍ |
| ------------ | ------------ | ----------- | ----------- | ----------- |
|              |              |             |             |             |
| Хрвати       | Хрвати       |             | 52          | 44,82%      |
| Срби         | Срби         |             | 45          | 38,79%      |
| Југословени  | Југословени  |             | 4           | 3,44%       |
| неопредељени | неопредељени |             | 6           | 5,17%       |
| непознато    | непознато    |             | 9           | 7,75%       |
| укупно: 116  |              |             |             |             |

### Попис1910.
| Грдак                                               | Грдак                                                        |
| --------------------------------------------------- | ------------------------------------------------------------ |
| језик                                               | вера                                                         |
| укупно: 134 Српски 124 (92,53%) Хрватски 10 (7,46%) | укупно: 134 Православци 124 (92,53%) Римокатолици 10 (7,46%) |